# سامسونگ گلکسی نوت ۸٫۰
سامسونگ گلکسی نوت ۸٫۰ (به انگلیسی: Samsung Galaxy Note 8.0) هم‌چنین شناخته‌شده تحت عنوان گلکسی نوت ۸ اینچی یک تبلت معرفی‌شده در فوریه سال ۲۰۱۳ از سوی کمپانی سامسونگ الکترونیکس است.

## مشخصه‌ها
مشخصه‌های مهم گلکسی نوت ۸٫۰ شامل نمایشگر ۸ اینچ با تفکیک‌پذیری ۱۲۸۰ در ۸۰۰ پیکسل و تراکم پیکسل ۱۸۹ پیکسل در هر اینچ، چیپ‌ست اگزینوس ۴۴۱۲ با پردازنده چهارهسته‌ای آرم کورتکس-ای۹ در فرکانس ۱٫۶ گیگاهرتز، حافظه موقت رم ۲ گیگابایت، حافظه داخلی ۱۶ یا ۳۲ گیگابایت به‌علاوه درگاه مایکرواس‌دی برای ارتقا حافظه و دوربین‌های ۵ مگاپیکسلی در پشت و ۱٫۳ مگاپیکسل می‌شود.